# Fabales
Fabales (лептирњаче) су ред биљака који (по класификацији APG II) спада у праве дикотиледоне биљке (еудикоте), у розидну групу биљака. По Кронквистовој класификацији у оквиру овог реда постоји само породица Fabaceae.